# Marie-Josée Ifoku
Marie-Josée Ifoku, née le 6 février 1965 à Kinshasa, est une femme politique congolaise, candidate aux élections présidentielles du 23 décembre 2018 et de décembre 2023 en république démocratique du Congo,,,,.

## Biographie

### Famille
Mariée à Jacky Kazadi Nduba, Marie-Josée Ifoku est mère d'une famille recomposée de 8 enfants et grand-mère de trois petits-enfants.
Quatrième d’une fratrie de 9 enfants de Thomas Ifoku Ntange Betoko, diplomate en Algérie, et de la défunte Marie-Josée Betuwa Oseka. Elle est originaire, de par sa filiation de la province de la Tshuapa, du territoire de Boende, secteur Djera.

### Éducation et formation
Marie-Josée Ifoku passe une partie de son enfance entre la Hollande et la Belgique avant de terminer ses études secondaires au lycée Kabambare de Kinshasa. Ensuite, elle poursuit en France des études universitaires en PAE (Pouvoir Administration et Échange) à l'Paris 8. Plus tard, à l’Université du Québec à Hull, elle continue des études en administration. Au Canada, elle travaille comme agent immobilière et ensuite chez un concessionnaire automobile Ford.
Marie-Josée Ifoku revient s’installer en république démocratique du Congo en 2004 où elle travaille pour les sociétés Tractafric et ATC en tant que directrice commerciale, et Congo Motors au poste de directrice générale.

## Carrière politique
En 2015, Marie-Josée Ifoku fait son entrée en politique au poste de Commissaire spéciale adjointe de la Tshuapa (province issue du démembrement de la grande province de l’Équateur) avant d’y exercer les fonctions de vice-gouverneure et par la suite celle de gouverneure jusqu'aux élections.
Elle se consacre à la direction de son parti politique centriste appelé AENC (Alliance des Elites pour un Nouveau Congo).
Marie-Josée Ifoku est candidate à l'élection présidentielle prévue de 2023, où elle obtient 0,08% des suffrages.